# Thomas Brussig

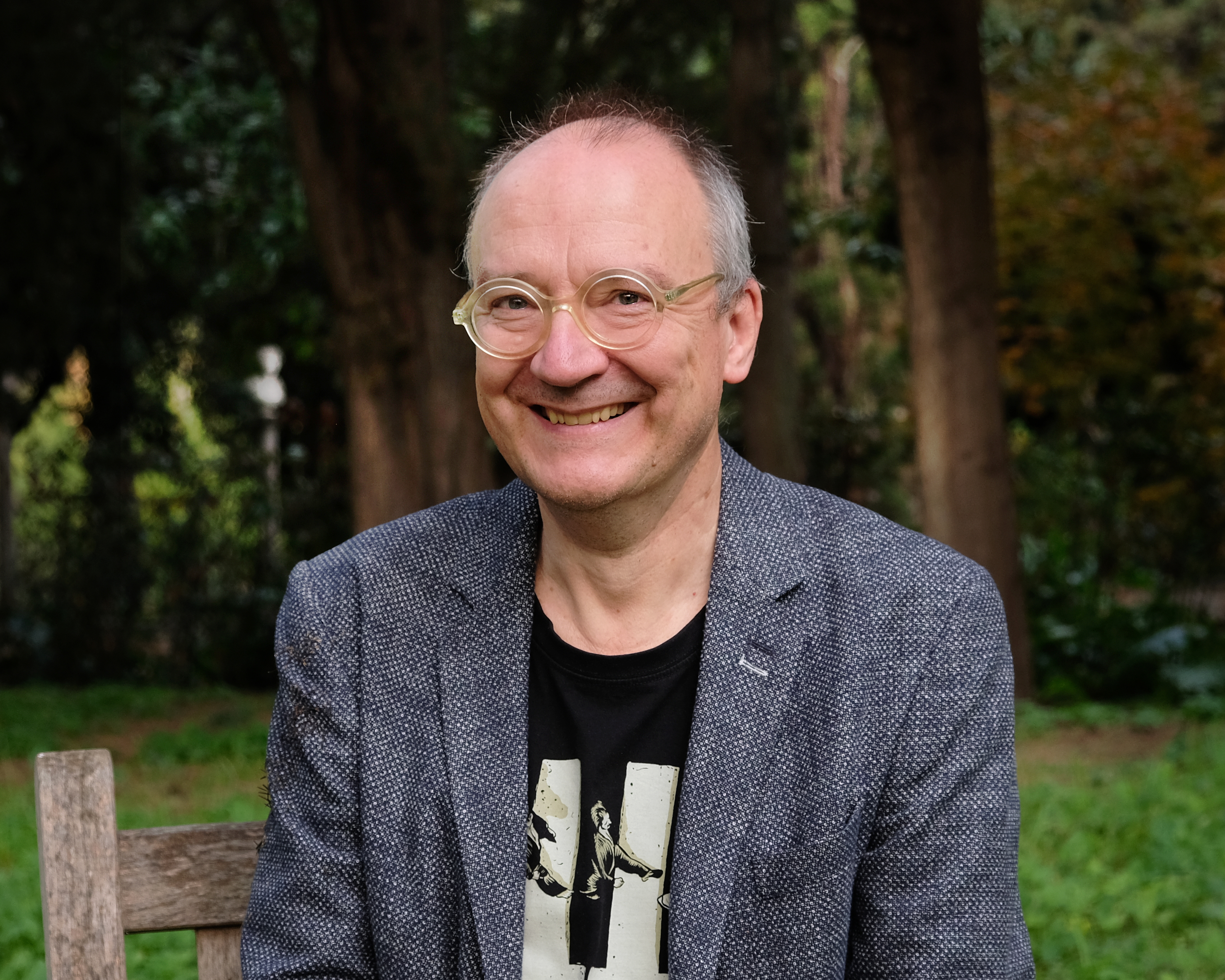
Thomas Brussig (2024)

Thomas Brussig (geboren am 19. Dezember 1964 in Ost-Berlin) ist ein deutscher Schriftsteller und Drehbuchautor.

## Leben
Brussig verbrachte seine Kindheit im Ostteil Berlins. Nach zehnjährigem Schulbesuch absolvierte er eine Berufsausbildung mit Abitur zum Baufacharbeiter, die er 1984 abschloss. Danach folgte der Grundwehrdienst in der VP-Bereitschaftspolizei. Bis 1990 arbeitete er in verschiedenen Jobs. 1990 begann er ein Soziologie-Studium an der Freien Universität Berlin und wechselte dann 1993 an die Filmhochschule „Konrad Wolf“ in Potsdam-Babelsberg, an der er im Jahr 2000 als Diplom-Film- und Fernsehdramaturg seinen Abschluss machte.
Brussig debütierte als Romanautor 1991 mit Wasserfarben. Seinen Durchbruch hatte er 1995 mit dem Wenderoman Helden wie wir. In seinen Romanen verarbeitet Brussig auf unterschiedlichste Art und Weise satirisch das Geschehen im damaligen Osten Deutschlands. Ebenfalls im Osten spielend, aber auf ganz Deutschland übertragbar, ist sein Roman Die Verwandelten. In ihm zeigt Brussig satirisch die Folgen auf, die sich daraus ergeben, dass sich zwei Jugendliche in Waschbären verwandeln.
Brussigs Bücher wurden bisher in 28 Sprachen übersetzt. Er erhielt einige Auszeichnungen und Preise, ist Mitglied verschiedener Jurys; er ist auch ein Gründungsmitglied der Lübecker „Gruppe 05“. Im Sommersemester 2012 war er der Inhaber der Poetik-Dozentur der Universität Koblenz-Landau und im Winter 2015/16 der Paderborner Gastdozentur für Schriftstellerinnen und Schriftsteller.
In seinem 2023 erschienenen Buch Meine Apokalypsen ordnet Brussig die aktuelle Angst vor der Klimakatastrophe ein und versucht, einen Bogen zu anderen apokalyptischen Bedrohungen in jüngerer Zeit zu finden.  
Brussig war 2005 der Initiator der Autonama, der deutschen Fußballnationalmannschaft der Schriftsteller, und ist Mitglied der Deutschen Akademie für Fußball-Kultur.
Brussig ist verheiratet und hat zwei Kinder. Er lebt als freiberuflicher Schriftsteller und Drehbuchautor mit seiner Ehefrau in Berlin und Mecklenburg.

## Kontroversen
Am 9. Februar 2021 schrieb Brussig als Gastautor einen Artikel in der Süddeutschen Zeitung mit dem Titel „Mehr Diktatur wagen“. Darin plädierte er für mehr Diktatur in der Bekämpfung der COVID-19-Pandemie. Er schrieb unter anderem: „Vermutlich haben die viel gerühmten ‚Väter des Grundgesetzes‘ in ihrem nachvollziehbaren Eifer, ein Bollwerk gegen eine Wiederholung der Nazidiktatur zu schaffen, vergessen, dass während einer Seuche die Ausübung von Grundrechten eine Gefahr für die Gesamtbevölkerung darstellen kann.“ Der Essay wurde kontrovers diskutiert. Die von Brussig vorgeschlagenen Maßnahmen seien mit dem Grundgesetz unvereinbar. Franziska Augstein führte aus, wenn Brussig die Frage aufwerfe, ob die Demokratie „das richtige Mittel sei, um einer solchen Pandemie Herr zu werden“, so sei zu bedenken, dass die Demokratie kein Mittel sei, sondern vielmehr die Form, in der man lebe. Der „Ruf nach mehr Autokratie“ sei „eigentlich der Ruf nach einer ‚Herrschaft von Technokraten, also Leuten, die sich auskennen, die uns sagen, wo es lang geht.‘“

## Rezensionen
Zu Das gibts in keinem Russenfilm schrieb Anja Maier in der taz:

„Das Ganze liest sich richtig gut weg. Brussig lügt eben intelligent, er kann das: bösartig sein. Und er schätzt das Absurde. […] So ähnlich – als permanentes Auf-der-Stelle-Hüpfen – darf man sich die letzten Jahre der DDR vorstellen. Brussig hat ihr noch ein paar Jahre mehr geschenkt.“

## Werke

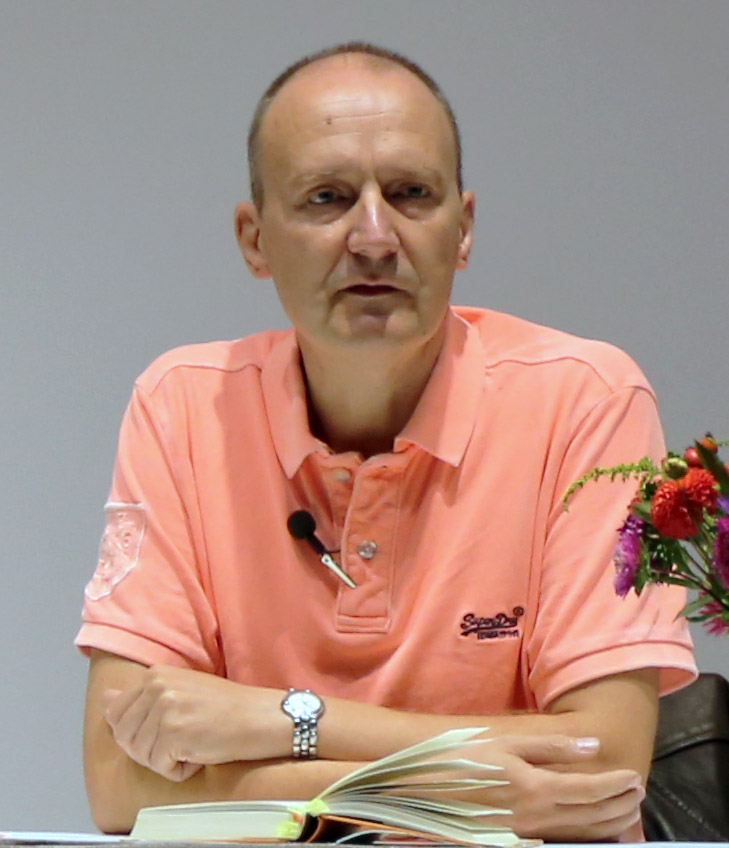
Thomas Brussig (2015)

### Belletristik
- Wasserfarben. (zuerst unter dem Pseudonym Cordt Berneburger). Aufbau-Verlag, Berlin 1991, ISBN 3-351-01871-1.
- Helden wie wir. Verlag Volk und Welt, Berlin 1995, ISBN 3-353-01037-8.
- Am kürzeren Ende der Sonnenallee. Verlag Volk und Welt, Berlin 1999, ISBN 3-353-01168-4.
- Leben bis Männer. S. Fischer, Frankfurt am Main 2001, ISBN 3-596-15417-0.
- Wie es leuchtet. S. Fischer, Frankfurt am Main 2004, ISBN 3-10-009580-4.
- Berliner Orgie. Piper, München 2007, ISBN 3-492-05037-9.
- Schiedsrichter Fertig. Residenz-Verlag, St. Pölten 2007, ISBN 3-7017-1481-9.
- Der Wurm am Turm mit Kitty Kahane (Co-Autorin). Hansisches Druck- und Verlagshaus, Frankfurt a. M. 2011, ISBN 3-86921-061-3.
- Das gibts in keinem Russenfilm. S. Fischer, Frankfurt am Main 2015, ISBN 978-3-10-002298-1.
- Beste Absichten. S. Fischer, Frankfurt am Main 2017, ISBN 978-3-10-397243-6.
- Die Verwandelten. Wallstein Verlag, Göttingen 2020, ISBN 978-3-8353-3605-6.
- Mats Hummels auf Parship. Wallstein Verlag, Göttingen 2023, ISBN 978-3-8353-5428-9.
- Meine Apokalypsen: Warum wir hoffen dürfen. Wallstein Verlag, Göttingen 2023, ISBN 978-3-8353-3030-6.

### Filmvorlagen und Drehbücher (Auswahl)
- Brussig schrieb zusammen mit Leander Haußmann das Drehbuch zum Film Sonnenallee, der 1999 in die Kinos kam. Den Roman Am kürzeren Ende der Sonnenallee schrieb er im Anschluss, in dem er auch weitere Ideen zur Geschichte nutzte, sodass das Buch als eigenständiges Werk zu verstehen ist.
- Sein Roman Helden wie wir wurde von Sebastian Peterson verfilmt und kam unter dem Titel Helden wie wir ebenfalls 1999 in die Kinos.
- Für den 2005 in die Kinos gekommenen Film NVA von Leander Haußmann schrieb Thomas Brussig das Drehbuch.
- Zusammen mit Edgar Reitz schrieb er das Buch zur ARD-Reihe Heimat 3 – Chronik einer Zeitenwende.

### Bühne (Auswahl)
- Die Bühnenfassung seines Romans Helden wie wir kam 1996 in den Kammerspielen des Deutschen Theaters Berlin zur Uraufführung (Regie Peter Dehler).
- Im gleichen Theater kam der Monolog Leben bis Männer 2001 zur Uraufführung (Regie Peter Ensikat).
- Brussig schrieb das Libretto für das Musical Hinterm Horizont, das auf den Liedern Udo Lindenbergs basiert und von 2011 bis zum Sommer 2016 im Stage Theater am Potsdamer Platz in Berlin lief (Regie Ulrich Waller).

## Auszeichnungen (Auswahl)
- 1999: Deutscher Drehbuchpreis für Sonnenallee (mit Leander Haußmann)
- 2000: Hans-Fallada-Preis der Stadt Neumünster
- 2000: Berliner Bär (B.Z.-Kulturpreis)
- 2002: New-York-Stipendium des Deutschen Literaturfonds und des Deutschen Hauses der NYU
- 2003: Aufenthaltsstipendium der Stiftung Kulturfonds im Künstlerhaus Schloss Wiepersdorf
- 2005: Carl-Zuckmayer-Medaille
- 2012: Writer in residence in Rio de Janeiro
- 2012: Deutscher Comedy-Preis für Stankowskis Millionen